# Cantharoctonus brunneus
Cantharoctonus brunneus är en stekelart som beskrevs av Karl-Johan Hedqvist 1963. Cantharoctonus brunneus ingår i släktet Cantharoctonus och familjen bracksteklar. Inga underarter finns listade.